# Conseil d'État du canton de Genève
Pour les autres articles nationaux ou selon les autres juridictions, voir Conseil d'État.
Le Conseil d'État est le gouvernement du canton suisse de Genève.

## Dénomination

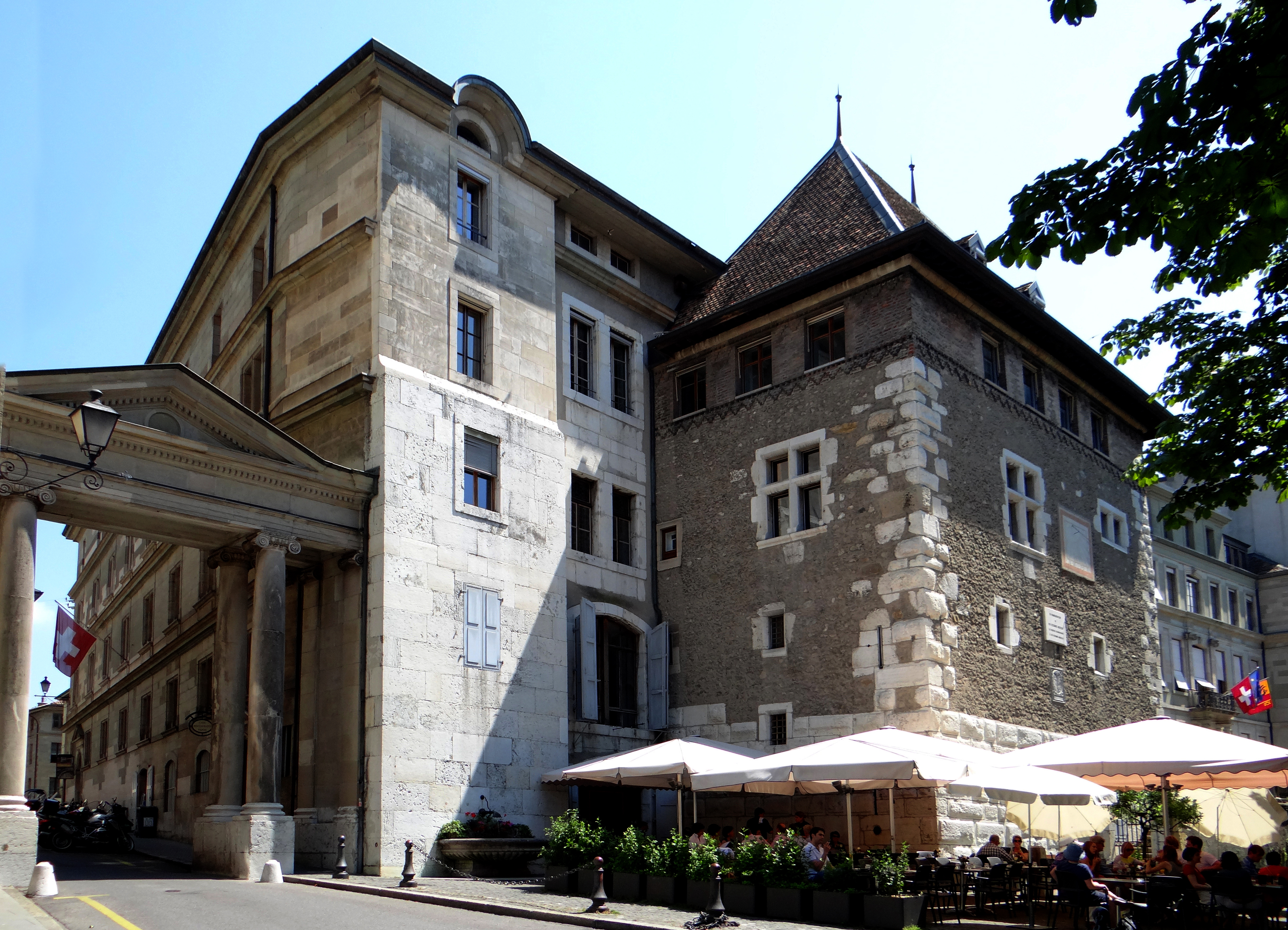
La Tour Baudet.

Inspirée par James Fazy, la constitution du 24 mai 1847 fixe le fonctionnement des institutions genevoises. Le pouvoir exécutif, composé de sept membres, y est nommé « Conseil d'État ».

## Fonctionnement et prérogatives
Le Conseil d'État est composé de sept départements dirigés par les conseillers d'États élus pour cinq ans (quatre ans jusqu'aux élections de 2013). 
Il a notamment pour mission de mettre en œuvre les lois votées par le parlement et de les faire appliquer en prenant les règlements et arrêtés nécessaires. Il possède un droit d'initiative qui lui permet de présenter des projets de lois au Grand Conseil.
Les sept départements ainsi que la chancellerie forment l'administration cantonale genevoise. Au 31 décembre 2005, l'administration comptait 15 729 employés pour un nombre de postes total de 13 522,18[réf. nécessaire].
Le Conseil d'État siège à la Tour Baudet, à huis clos.

### Présidence
Le Conseil d'État nomme chaque année son président pour un mandat d'une année non renouvelable. 
Le président est responsable de la préparation des séances du Conseil d'État dont il arrête l'ordonnancement des travaux, en collaboration avec les autres membres du gouvernement et le chancelier. Il convoque les séances extraordinaires. Il dispose également du pouvoir provisionnel, c'est-à-dire qu'il peut prendre des décisions exceptionnelles si la situation l'exige qui seront ensuite ratifiées formellement par le Conseil d'État. 
Entre décembre 2013 et octobre 2020, avec l'entrée en vigueur de la nouvelle Constitution de 2012, le président est nommé pour l'ensemble de la législature. À la suite de l'affaire Maudet, le Grand Conseil vote la réintroduction d'une présidence tournante. Acceptée par le peuple genevois le 27 septembre 2020, la modification de la Constitution entre en vigueur en octobre de la même année,.

### Chancellerie
Le chancelier, dont le devoir est d'assister le Conseil d'État, est nommé par celui-ci et assiste également aux séances du gouvernement, où il dispose d'une voix consultative.

## Mode d'élection
Les conseillers d'État, sont élus jusqu'en 2009 par le corps électoral au suffrage universel en fonction du système électoral majoritaire, aussi nommé majorité qualifiée, et exigeant un tiers (33 %) des bulletins valables pour être élu. 
Depuis la nouvelle Constitution votée en 2012 et effective pour les élections de 2013, la majorité absolue est nécessaire, y compris les bulletins blancs, ce qui implique de facto un 2e tour. Jusqu'en 1927, les conseillers sont élus pour deux ans puis pour trois jusqu'en 1957, lorsque le mandat est porté à quatre ans. Depuis 2013, la législature dure cinq ans au lieu de quatre, conformément à la modification de constitution.
Contrairement à la majorité des cantons suisses, le gouvernement n'est pas élu sur une liste de candidats, mais sur un bulletin unique avec des cases à cocher. Ce système introduit en 2013 réduit l'impact des alliances et incite les électeurs à voter pour sept candidats au lieu des seuls candidats qui figureraient sur leur liste de prédilection.

## Composition
| Identité | Identité                   | Étiquette | Étiquette | Fonction                               | Département                                                                    |
| -------- | -------------------------- | --------- | --------- | -------------------------------------- | ------------------------------------------------------------------------------ |
|          | Nathalie Fontanet          |           | PLR       | Présidente depuis le 1er juin 2024     | Département des finances et des ressources humaines (DF)                       |
|          | Thierry Apothéloz          |           | PS        | Vice-président depuis le 1er juin 2024 | Département de la cohésion sociale (DCS)                                       |
|          | Antonio Hodgers            |           | Les Verts | Conseiller d'État                      | Département du territoire (DT)                                                 |
|          | Anne Hiltpold              |           | PLR       | Conseillère d'État                     | Département de l'instruction publique, de la formation et de la jeunesse (DIP) |
|          | Carole-Anne Kast           |           | PS        | Conseillère d'État                     | Département des institutions et du numérique (DIN)                             |
|          | Pierre Maudet              |           | LJS       | Conseiller d'État                      | Département de la santé et des mobilités (DSM)                                 |
|          | Delphine Bachmann          |           | Le Centre | Conseillère d'État                     | Département de l'économie et de l'emploi (DEE)                                 |
|          |                            |           |           |                                        |                                                                                |
|          | Michèle Righetti-El Zayadi |           | Sans      | Chancelière d'État                     | Chancellerie d'État (CHA)                                                      |

### Historique
Les membres du Conseil d'État sont élus par le peuple depuis 1847.
De 1924 à 1992, les partis de droite occupent entre cinq et six sièges contre un ou deux pour le parti socialiste (PS). Les années 1933 à 1944 font exception : en 1933, quatre socialistes sont élus ; au cours des trois législatures suivantes (1936-1944), le gouvernement ne compte aucun socialiste, mais un membre du Parti démocrate-chrétien (PDC).
En 1993, le gouvernement est composé dans son intégralité de représentants de la droite, avec trois libéraux, deux radicaux et deux PDC.
À partir de 1997, le Conseil d’État compte trois représentants de la gauche, avec l’arrivée des Verts au gouvernement. La gauche est brièvement majoritaire avec quatre représentants en 2005-2008 et 2021-2022. Le Mouvement citoyens genevois (MCG) prend place parmi les représentants de la droite de 2013 à 2023, avec la présence de Mauro Poggia.
Le gouvernement a pour la première fois une majorité féminine à la suite des élections de 2023.
|      | Parti socialiste | Parti écologiste | Parti radical         | Parti libéral | PDC / Le Centre | Autres partis | Hors partis |  | Hommes | Femmes |
| 1924 | 2                |                  | 3                     | 1             |                 | 1 (UDE)       |             |  | 7      | 0      |
| 1927 | 1                |                  | 3                     | 1             |                 | 2 (UDE)       |             |  | 7      | 0      |
| 1930 |                  |                  | 4                     | 1             |                 | 2 (UDE)       |             |  | 7      | 0      |
| 1933 | 4                |                  | 2                     | 1             |                 |               |             |  | 7      | 0      |
| 1936 |                  |                  | 4                     | 2             | 1               |               |             |  | 7      | 0      |
| 1939 |                  |                  | 4                     | 2             | 1               |               |             |  | 7      | 0      |
| 1942 |                  |                  | 4                     | 2             | 1               |               |             |  | 7      | 0      |
| 1945 | 1                |                  | 3                     | 2             | 1               |               |             |  | 7      | 0      |
| 1948 | 1                |                  | 3                     | 2             | 1               |               |             |  | 7      | 0      |
| 1951 | 1                |                  | 3                     | 2             | 1               |               |             |  | 7      | 0      |
| 1954 | 1                |                  | 4                     | 1             | 1               |               |             |  | 7      | 0      |
| 1957 | 1                |                  | 4                     | 1             | 1               |               |             |  | 7      | 0      |
| 1961 | 2                |                  | 1                     | 2             | 2               |               |             |  | 7      | 0      |
| 1965 | 2                |                  | 2                     | 1             | 2               |               |             |  | 7      | 0      |
| 1969 | 2                |                  | 2                     | 1             | 2               |               |             |  | 7      | 0      |
| 1973 | 2                |                  | 2                     | 1             | 2               |               |             |  | 7      | 0      |
| 1977 | 2                |                  | 2                     | 2             | 1               |               |             |  | 7      | 0      |
| 1980 | 1                |                  | 2                     | 2             | 1               |               | 1           |  | 7      | 0      |
| 1981 | 2                |                  | 2                     | 2             | 1               |               |             |  | 7      | 0      |
| 1985 | 2                |                  | 1                     | 2             | 2               |               |             |  | 7      | 0      |
| 1989 | 2                |                  | 1                     | 2             | 2               |               |             |  | 7      | 0      |
| 1993 |                  |                  | 2                     | 3             | 2               |               |             |  | 6      | 1      |
| 1997 | 2                | 1                | 2                     | 1             | 1               |               |             |  | 5      | 2      |
| 2001 | 2                | 1                |                       | 2             | 2               |               |             |  | 4      | 3      |
| 2003 | 2                | 1                |                       | 2             | 2               |               |             |  | 5      | 2      |
| 2005 | 2                | 2                | 1                     | 1             | 1               |               |             |  | 7      | 0      |
|      |                  |                  | Parti libéral-radical |               |                 |               |             |  |        |        |
| 2009 | 1                | 2                | 3                     | 3             | 1               |               |             |  | 5      | 2      |
| 2012 | 1                | 2                | 3                     | 3             | 1               |               |             |  | 5      | 2      |
| 2013 | 1                | 1                | 2                     | 2             | 2               | 1 (MCG)       |             |  | 6      | 1      |
| 2018 | 2                | 1/2              | 2/1                   | 2/1           | 1               | 1 (MCG)       | 1           |  | 5/4    | 2/3    |
| 2023 | 2                | 1                | 2                     | 2             | 1               | 1 (LJS)       |             |  | 3      | 4      |

Source : Chancellerie d'État / Office cantonal de la statistique
Notes historiques :
1. ↑  Introduction du suffrage féminin en 1960 dans le canton de Genève, en 1971 au niveau suisse. En 1989 se présentent les deux premières candidates au Conseil d'État.
2. ↑  Élection complémentaire : un candidat hors parti remplace un conseiller d'État socialiste démissionnaire.
3. ↑  Élection complémentaire : un candidat socialiste remplace une conseillère d'État socialiste démissionnaire.
4. ↑  Élection complémentaire : un candidat du Parti libéral-radical remplace un conseiller d'État du Parti libéral-radical.
5. ↑  Élection complémentaire du 28 mars 2021 : le Parti libéral-radical perd un siège, repris par les Vert-e-s. Il y a dès lors trois femmes au gouvernement.

Notes concernant l’évolution des partis :
1. ↑  Le « Parti socialiste genevois » est fondé en 1892, membre du Parti socialiste suisse créé en 1888. Il est nommé « Parti socialiste de Genève » de 1939 à 1942.
2. ↑  Le Parti écologiste genevois est fondé en 1983, le Parti écologiste suisse (Les Verts) peu après. Devient « Les Vert-e-s suisses » en 2021
3. ↑  Parti radical-démocratique. À partir de 2009, fusion au sein du Parti libéral-radical.
4. ↑  Parti libéral. Jusqu'en 1933 : Parti démocratique ; de 1934 jusqu'à fin 1957 : Parti national démocratique ; à partir de 2009, fusion au sein du Parti libéral-radical.
5. ↑  Parti démocrate-chrétien. Jusqu'au printemps 1971 : Parti indépendant chrétien-social. Depuis 2021 : Le Centre.
6. ↑  L'Union de défense économique, fondée en 1923, fusionne en 1932 avec l'Ordre politique national pour former l'Union nationale.
7. ↑  Parti libéral-radical. À partir de 2009, regroupe l'ancien Parti radical-démocratique et l'ancien Parti libéral.
8. ↑  Mouvement citoyens genevois. Fondé en 2005 par des personnalités de l'Union démocratique du centre, et du Parti libéral.
9. 1 2  Le Parti libéral-radical ne compte officiellement plus qu'un seul membre au Conseil d'État à partir d'août 2020, à la suite de l'exclusion de Pierre Maudet.
10. ↑  Libertés et justice sociale, parti de Pierre Maudet.